# Route nationale 684
Die Route nationale 684, kurz N 684 oder RN 684, war eine französische Nationalstraße, die von 1933 bis 1973 zwischen Aigueperse und Bellerive-sur-Allier verlief. Ihre Länge betrug 21 Kilometer.